# Revolta de Olhão

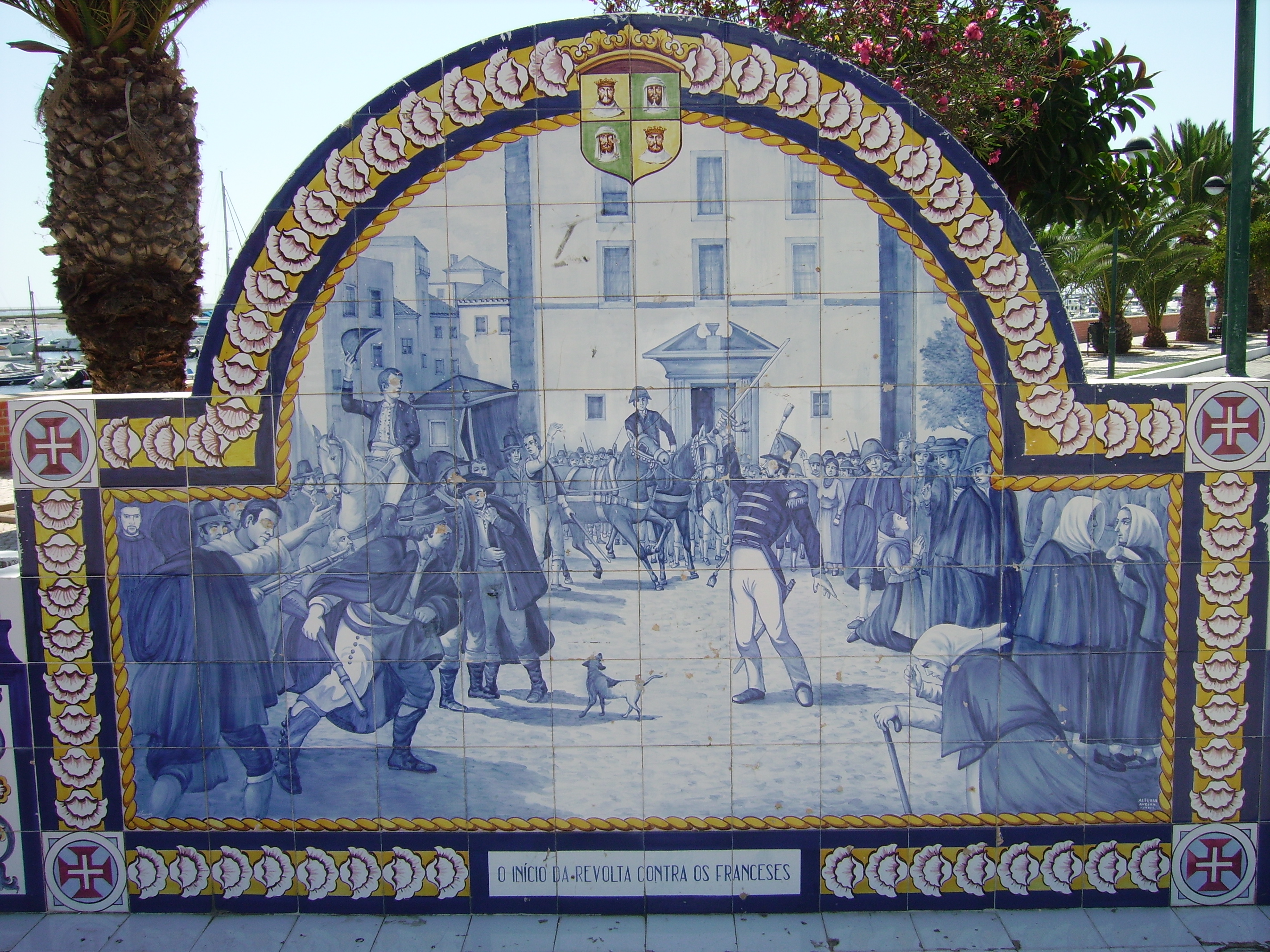
O início da revolta olhanense, segundo cópia de azulejos originais de Jorge Colaço

A revolta de Olhão contra os franceses, no contexto da chamada primeira invasão francesa, tem como particularidade ter sido a primeira das revoltas populares contra a ocupação francesa em que houve um real enfrentamento contra os invasores.

## Contextualização
Cerca de duas dezenas de soldados franceses deram entrada no lugar de Olhão no dia 14 de Abril de 1808. Os editais de Junot começam então a ser publicados, com prejuízos drásticos sobre uma população que vivia essencialmente do mar. Entre vários vexames sofridos, o Compromisso Marítimo de Olhão foi obrigado a cobrar aos pescadores para que pudessem ir ao mar. Estes também estavam sujeitos ao pagamento dum imposto para se dirigirem à costa de África, que costumavam frequentar. Qualquer contrabando estava expressamente proibido, condenando-se à pena de morte quem infringisse a medida. Quem quisesse sair do Algarve e quem tivesse bens tinha que pagar outros tributos. Como se não bastasse, os franceses roubaram ainda toda prata que constava na sua Igreja.
Apesar de o príncipe regente D. João ter decretado aos portugueses para não se rebelarem contra o invasor (antes de partir com a sua família para o Brasil), todas estas afrontas começavam a fazer fervilhar nos olhanenses sentimentos hostis aos franceses, ao ponto de estes, em Faro, se queixarem daqueles pescadores (que aí tinham de se dirigir para contribuir para o então chamado prato do governador francês), dizendo que os olhanenses eram "má gente", porque nunca olhavam para eles, franceses, com olhos direitos… O sentimento de revolta – aliás, praticamente geral em todo o Algarve – foi crescendo à medida que os franceses pressionavam e saqueavam o povo.
Tal "má gente" teria sido facilmente excitada, um pouco mais adiante, com as notícias dos motins dos vizinhos espanhóis. Napoleão traíra a família real espanhola, fazendo-a abdicar do seu poder a favor de José Bonaparte, irmão do imperador francês. Em Maio de 1808, o povo espanhol começara a revoltar-se contra esta medida. Em finais do mesmo mês, o alastrar desses motins chegara à Andaluzia, criando-se em Sevilha uma Suprema Junta de Governo que, a 6 de Junho, declarara guerra à França. Começaram então a desembarcar os primeiros auxílios de tropas inglesas em Sevilha.
No mesmo dia 6 de Junho, tendo conhecimento do que se está passando em Espanha, o general espanhol Domingo Belestá, destacado para o Porto, decide prender o general francês François-Jean-Baptiste de Quesnel e entregar o poder à Junta Governativa portuguesa formada na ocasião. No dia seguinte, ao ver hastear a bandeira nacional, os portuenses excitam-se, embora as próprias autoridades portuguesas tentem acalmar os ânimos mais exaltados. Não obstante, o sucesso maior deste levantamento foi a sua rápida divulgação, o que originará várias insurreições ao longo de todo o país, nos dias seguintes, sobretudo no norte do país. A notícia acabará mesmo por chegar ao Algarve, através de dois barcos de pesca vindos do Porto.

## A revolta olhanense contra os franceses

### Fermentação dos ânimos (12 de Junhode1808)
Seria com um estado de ânimo levantado, graças ao conhecimento deste conjunto de novidades, que a população de Olhão festejou a noite de 12 de Junho, véspera do dia de Santo António. Nesse dia, o escrivão do Compromisso Marítimo, João da Rosa, ao preparar o altar de Nossa Senhora da Conceição (privativo do Compromisso) na Igreja Matriz, para a celebração do dia seguinte, destapou o escudo das armas reais portuguesas que encimava o altar. Era uma clara desobediência às ordens de Junot, que proibira qualquer ostentação dos símbolos da soberania da monarquia portuguesa. Em Olhão, talvez não despropositadamente, o escudo real da aludida capela tinha sido tapado com um painel daquela que, desde o início da dinastia da Casa de Bragança, era a padroeira de Portugal, Nossa Senhora da Conceição. Nessa mesma noite os olhanenses deram-se conta de que os símbolos reais estavam ao descoberto, manifestando o seu júbilo e gritando vivas à família real entre as cantigas dedicadas a Santo António.

### Festa de Santo António (13 de Junhode1808)
Pela manhã, o povo de Olhão chega à Igreja Matriz para celebrar a missa de Santo António e, tornando a ver as armas reais destapadas, ganha coragem para hastear a bandeira portuguesa nas suas embarcações. Apesar de no lugar estar presente uma guarnição francesa, não há qualquer informação que registre que esta tenha tentado demover a excitação do povo. Perante a euforia geral, talvez os franceses, em número bastante reduzido, preferissem evitar conflitos que pudessem pôr em risco a sua própria vida, esperando que os ânimos acalmassem.
De facto, os olhanenses ter-se-iam aquietado nos dias seguintes, provavelmente devido ao retomar dos seus afazeres habituais.

### Início da revolta (16 de Junhode1808)
O dia 16 de Junho de 1808 coincidiu com uma quinta-feira de Corpo de Deus. Mais uma vez, é junto à Igreja Matriz que os ânimos se acendem. Dirigindo-se à missa, para celebrar essa festa de cariz obrigatório para qualquer católico praticante, o povo de Olhão, pelas dez e meia da manhã, deparou-se com um papel afixado na igreja. Era um edital de Junot datado de 11 de Junho, o qual aplaudia a pacífica mansidão dos soldados portugueses, convidando-os a se juntarem aos franceses contra a Espanha, então já sublevada (ver Edital de Junot de 11 de Junho de 1808).
Esperando pela missa, o povo apinha-se no adro da igreja. Entretanto, chega o coronel José Lopes de Sousa, que estava em Olhão desde que tinha preferido destituir-se do seu cargo de governador de Vila Real de Santo António e, assim, não servir os franceses. Quis vir, talvez por isso, para o "lugar sem mando" que então era Olhão, segundo expressão de João da Rosa. Ao ver o edital, José Lopes de Sousa rasga-o e brada ao povo que já não havia portugueses e homens marítimos como os de antigamente, ao que os olhanenses lhe respondem que o eram, e que estavam dispostos a demonstrá-lo. Elegeram então o coronel como seu chefe, e sob o seu comando aprisionaram 58 militares franceses que estavam no local, fora uns quantos que conseguiram fugir.
No meio do alvoroço provocado por estes acontecimentos quase espontâneos, José Lopes de Sousa não perdeu tempo em organizar a defesa daquele sítio. Enviou por isso vários pescadores em direcção a dois fortes que existiam na entrada da ria, defronte ao lugar de Olhão, com o objectivo de regressarem com armas e munições. Em terra, segundo João da Rosa, "era tanta alegria e prazer que havia" entre os que aí ficaram, que todos (entre homens, mulheres, rapazes e raparigas, e até os padres que aí se encontravam para celebrarem esse dia sagrado) começaram a pegar as armas que tinham: forcados, fisgas, besteiros, espadas velhas, paus e pedras… O armamento não era muito nem dos melhores, mas era o que havia à mão, e assim, "todos unidos a uma voz e a uma vontade", estavam dispostos a todos os perigos e a morrer pela liberdade e pela família real. Entretanto, os sinos da igreja não paravam de tocar, atraindo e convocando assim mais população, vinda dos campos vizinhos a Olhão.
Por se ver desprovido de grandes meios para defender um provável ataque francês a Olhão, José Lopes de Sousa enviou uma embarcação ao encontro de uma armada inglesa que estava ancorada próximo da foz do rio Guadiana, para lhe participarem todos estes movimentos e pedirem armamento. O auxílio dos nossos aliados foi nulo, mas quis o acaso que nessa mesma armada se encontrasse o capitão Sebastião Martins Mestre, da cidade de Tavira, que aí se encontrava com o mesmo objectivo dos olhanenses. Assim que se deu conta do que estava a acontecer em Olhão, Sebastião Martins Mestre uniu-se a essa causa, onde acabará por ter um papel bastante importante, que começará ao conseguir com que as autoridades de Ayamonte, para onde se dirigiu (juntamente com os marítimos olhanenses), lhe fornecessem 130 espingardas.
Estas armas chegam ao lugar de Olhão no dia 17 à noite. Segundo João da Rosa, ao se entregarem as espingardas ao povo, "todos ficaram muito contentes e fortes, como se estivessem na melhor praça de armas das mais fortes que houvesse no mundo". Não se deve esquecer que até aí, o lugar de Olhão se achava "sem armas e no meio de duas cidades inimigas [Faro e Tavira] que lhe não podiam valer, ainda por via da muita tropa francesa que estava nelas".

### Reacção dos franceses em Faro (16e17 de Junhode1808)
Ainda no dia 16 os franceses instalados em Faro souberam da incipiente revolta dos olhanenses. Mr. Goguet, o corregedor mor francês, ordenou então a um major português, Joaquim Filipe de Landerset, que com a sua influência sossegasse os revoltosos. Mas este esquivou-se a tal resolução, com palavras patriotas que rapidamente se terão espalhado entre a população farense.
No dia seguinte, novos pormenores da revolta olhanense chegam a Faro, por via dum pescador olhanense, Domingos Gonçalves Encharroco. Por se encontrarem em número reduzido, os franceses chamaram vários farenses reputados para irem tranquilizar os olhanenses, manobra esta que era só para os franceses ganharem tempo e precaverem-se com reforços. De facto, já tinha sido ordenado a uma parte dos militares franceses que estavam em Tavira e Vila Real de Santo António para que se dirigissem para Faro, a fim de, uma vez reunidos, atacassem o lugar de Olhão. Tais medidas justificavam-se, pois Faro contaria apenas com um regimento de duzentos soldados franceses, e o general Maurin estava enfermo.
No resto do Algarve estavam cerca de setecentos militares franceses, a maior parte dos quais concentrada junto à fronteira espanhola, pelo receio da vizinhança da armada inglesa ancorada na foz do Guadiana, a tal a que os olhanenses e Sebastião Martins Mestre tinham ido pedir ajuda.

### Vitórias dos olhanenses (18 de Junhode1808)
No dia 18 pela manhã, os pescadores olhanenses tiveram conhecimento de que três embarcações vindas de Tavira, levando a bordo soldados franceses e despojos de guerra, se dirigiam "em socorro das tropas francesas que se achavam em Faro, que tinham medo que os filhos de Olhão os fossem atacar a Faro", segundo João da Rosa. Em plena ria, a sul do lugar de Olhão, os franceses são surpreendidos por alguns marítimos armados, comandados pelo capitão Sebastião Martins Mestre. Tomados por simples pescadores, os olhanenses ter-se-ão subitamente apoderado dos barcos, aprisionando oitenta e um militares franceses e todas as suas bagagens. Entre as apreensões, e para além das armas e munições que, somadas às que já tinham, viriam a ser muito úteis, havia correspondência, onde descobriram as intenções dos franceses de "virem arrasar Olhão e passarem tudo a espada", como conta João da Rosa.
No entanto, segundo o mesmo, ao povo de Olhão "nada disto lhe metera medo, antes lhe meteu mais ânimo", e assim, quando chega a notícia de que, por volta do meio-dia, tropas francesas tinham passado Moncarapacho, seguindo o antigo caminho de Tavira para Faro por terra, decidem os olhanenses ir esperá-los à ponte de Quelfes (entre Moncarapacho e Olhão).
Aí, aproveitando o factor surpresa, o povo esperava um contingente de 185 militares franceses. Ainda que se desconheça o número exacto de marítimos do lugar de Olhão e de gente do campo que aí acorreu, e mesmo que suponhamos que fosse em número maior do que o dos franceses, provavelmente estes últimos estavam em aparente vantagem. Na verdade, José Lopes de Sousa, mais tarde, vai afirmar que "o povo influído" correu a atacar o inimigo, "apesar da desigualdade em armas e poucas munições". O mesmo governador adiantará ainda, em documento datado de 29 de Setembro de 1808, que Sebastião Martins Mestre atacou os franceses "com muito menos número de paisanos, e só socorridos com seis cartuxos cada um, por não haver mais". Os revoltosos denunciaram-se demasiado cedo, dado o seu nervosismo e inexperiência nas artes da guerra, o que provocou a debandada dos franceses pelos campos. Não obstante, o povo que aí acudira perseguiu os franceses do sítio do Joinal à Meia Légua, matando pelo caminho 18 soldados franceses (alguns ocultados pelos próprios franceses) e outros 12 feridos.
Entretanto, o general e estratega José Lopes de Sousa não se tinha dirigido à ponte de Quelfes, pois segundo as suas palavras, decidira ir (certamente não sozinho) "suster os inimigos que constava virem de Faro" com o recurso de uma peça de campanha. É possível que tenha estacionado no sítio da Meia Légua (entre Olhão e Faro). A pouca distância, vindos em sentido contrário, cerca de cinquenta soldados franceses acamparam na Quinta do Rio Seco, com ordens para não deixarem unir os povos de Olhão e Faro. A essa artilharia teriam ido pedir ajuda as tropas de Junot fugidas dos confrontos da ponte de Quelfes. No entanto, nessa zona se dá um novo combate, e o resultado é ainda mais negro para os franceses: 25 homens mortos, sendo que 16 foram abandonados no campo, com mochilas, munições e pólvora. Do lado português houve também algumas baixas, mas segundo os vários relatos da época, muito menos do que no lado francês.
Temendo uma esperada reacção da parte dos franceses, o coronel José Lopes de Sousa e o capitão Sebastião Martins Mestre (ferido no peito, nos confrontos da Meia Légua, "enquanto inspirava valor e reunião possível em uma gente maruja estranha em tais empresas, mas valorosos, a quem as mesmas mulheres davam o exemplo", como contará José Lopes de Sousa), embarcam nessa mesma noite em direcção a Ayamonte para pedirem ajuda, e para tentarem deixar lá os soldados franceses que tinham sido aprisionados. Conscientes dos perigos para os quais se arriscavam, os pescadores olhanenses dormiram essa noite na ria, nas suas embarcações, ficando em terra apenas alguns homens armados.

### O povo farense une-se à causa olhanense (19 de Junhode1808)
A manhã do dia 19 de Junho caracterizou-se pela chuva de apelos e editais com que os franceses procuravam pacificar os olhanenses. Na verdade, essas mensagens eram, mais uma vez, um estratagema francês para ganhar tempo, pois de Mértola se dirigia para Tavira (e daí para Faro) um batalhão inimigo, cujo objectivo era o fortalecimento da unidade que estava na capital algarvia.
Várias são as versões que narram esses diversos apelos, mas centrar-nos-emos, mais uma vez, em João da Rosa, que conta de forma caricata um dos episódios desse dia: Depois de ver como os seus soldados chegavam "estropiados" a Faro, devido aos confrontos do dia anterior, o general Maurin (então enfermo, preso à cama) envia o seu irmão que, através de um hortelão farense, faz passar uma mensagem aos olhanenses, na qual prometia-lhes perdão e benefícios, em troca da pacificação. A resposta, por escrito do padre António de Matos Malveiro, "que era o primeiro que se achava em tudo o que era preciso", e que tinha ficado no comando das operações, na ausência de Lopes de Sousa e Martins Mestre, foi dada pelo próprio "povo todo junto, a uma só voz":
"Que não queriam reconhecer o Bonaparte por seu Rei, senão o príncipe D. João de Portugal e mais toda a família real. E que não se queriam entregar, nem queriam seus privilégios nem suas dádivas, que pelo seu príncipe estavam prontos até à última pinga de sangue do seu corpo. Se queria guerras, que eles estavam prontos no campo. Que viesse [o irmão de Maurin] mais todos os franceses e todo Faro que estavam prontos para tudo".
A firmeza dos olhanenses faria suspeitar aos franceses que os ingleses já se encontravam desembarcados em Olhão, suspeitas estas, aliás, fundamentadas em falsos boatos que as mulheres olhanenses faziam passar em Faro e que os próprios espiões farenses ouviam em Olhão. O temor provocado por estes rumores já era tanto que os militares franceses viam canos de espingardas inglesas no próprio brilho provocado pelo orvalho matinal nas piteiras que se encontravam à entrada de Olhão… Os barcos em linha, dentro dos quais muitos olhanenses dormiram nessa noite, como atrás ficou referido, faziam lembrar uma esquadra inglesa, e as próprias mantilhas vermelhas que usavam as mulheres dos pescadores também contribuíram para o aflorar do pânico dos franceses, pois essa era a cor de alguns regimentos britânicos.
Vendo que as tropas auxiliadoras vindas de Mértola tardariam pelo menos mais um dia a chegarem a Faro, já quase tudo parecia perdido para os franceses. Mas, qual cão que ladra não morde, fizeram passar aos olhanenses, através de alguns nobres farenses, um derradeiro ultimato aos olhanenses para se apaziguarem. Entre os farenses se encontrava, contrafeito, o major Landerset, ao qual já se aludiu, e que aí se tinha dirigido como mero tradutor, como bem deixou expresso. Os franceses diziam que queriam paz com os olhanenses, e estavam dispostos a assinar um tratado de pacificação no dia seguinte, com as condições que os olhanenses determinassem. Em caso contrário, seriam os olhanenses "todos passados a espada e Olhão arrasado para memória das mais terras", como diz João da Rosa. Mais uma vez, e segundo o mesmo, a resposta dos olhanenses aos franceses foi "que não cediam, pois que tinham muita gente, pólvora e bala para os abraçar a todos".
Nisto, eis que subitamente chega à quinta do Rio Seco (perto da Meia Légua, entre Faro e Olhão), onde estas conversações se realizavam, um soldado francês a cavalo, avisando que pelas três e meia da tarde tinha rebentado um levantamento em Faro. Landerset, entendendo o que este francês comunicava aos seus companheiros, diz aos olhanenses para resistirem a todas as propostas do inimigo, pois já não estavam sozinhos na sua luta.
Todos os franceses que aí se encontravam retiraram-se então para Faro, tentando abafar a revolta, mas já era tarde de mais. Aí, incentivados pelo toque dos sinos da Igreja do Carmo, tinham os habitantes começado a se reunir, estalando a revolta seguidamente, tendo como resultado o aprisionamento de cerca de 170 franceses, incluindo o general Maurin. Parte dos franceses que conseguem fugir dispersa-se pelos campos, passando nessa noite ao largo do lugar de Olhão, "desviados deste lugar, perdidos por essas fazendas com medo que tinham da gente de Olhão, não tomando estradas direitas toda a noite, e deixando por cima deste lugar (…) um obus e mais uma peça, tudo encravado em muita pólvora encramalhada por essas estradas", como refere João da Rosa.
Entretanto, a notícia do levantamento de Olhão tinha-se espalhado de tal forma por todo a província algarvia, que logo no dia 23 de Junho, "se deitaram as tropas francesas fora deste reino do Algarve, ficando livre desta maldita nação", segundo o mesmo escrivão do Compromisso.

## Consequências da revolta olhanense
Na sequência destes eventos, alguns pescadores de Olhão voluntariam-se para ir contar ao príncipe regente D. João a novidade da expulsão dos franceses do Reino do Algarve. Embarcando num pequeno caíque chamado Bom Sucesso no dia 7 de Julho, chegaram ao outro lado do Atlântico no dia 22 de Setembro, onde foram recebidos pela população do Rio de Janeiro e pelo próprio monarca com a maior da alegria e grande espanto. O futuro D. João VI condecora então os olhanenses com várias benesses económicas e cargos militares e civis. Mas não se ficaria por aqui: Como o próprio monarca reconheceu através dum Alvará Régio de 15 de Novembro de 1808, a revolta de Olhão foi "o primeiro sinal para se restaurar a Monarquia", elevando por isso o lugar a vila, nomeada agora de Vila de Olhão da Restauração, "e que tenha, e goze de todos os Privilégios, Liberdades, Franquezas, Honras e Isenções, de que gozam as Vilas mais Notáveis do Reino". Para além disto, o príncipe permitia "que os Habitantes dela usem de uma Medalha, na qual esteja gravada a letra – O – com a legenda – Viva a Restauração e o Príncipe Regente Nosso Senhor".